# Banco Macro
Banco Macro è una banca argentina a capitale privato. Ha iniziato a operare nel 1988 come entità bancaria e dispone di un'ampia rete di filiali e sportelli bancomat in tutto il paese, che le consente di fornire servizi bancari a una vasta gamma di clienti base. È una delle banche più grandi dell'Argentina per ammontare di attività.
Inizialmente nel 1978, Macro iniziò la sua attività come entità finanziaria non bancaria e nel 1988 Macro fu autorizzata dalla Banca Centrale della Repubblica Argentina a operare come banca commerciale. Nel febbraio dello stesso anno viene registrato il cambio di denominazione sociale in Banco Macro S.A. Attualmente la holding del Banco Macro è costituita da Macro Bank Limited, Macro Securities S.A. Sociedad de Bolsa, Macro Fiducia S.A., Banco Privado de Inversiones S.A. e Macro Fondos S.A, Macro Securities, della Fondazione Macro Bansud e di Sud Inversiones y Analysis.
Il Grupo Macro conta 7.925 dipendenti, 1.772 bancomat, 957 terminali self-service e una struttura di oltre 500 punti di servizio.

## Storia
Il Banco Macro iniziò ad operare come Financiera Macro, un'agenzia di intermediazione specializzata in arbitraggio fondata da Mario Brodersohn, José Dagnino Pastore e Alieto Guadagni, nel 1976. L'istituzione fu acquistata da un arbitraggio concorrente, Jorge Brito, nel 1985. Ottenuta l'autorizzazione a operare come banca commerciale dalla Banca Centrale dell'Argentina nel 1988, il Banco Macro ha operato come banca all'ingrosso fino al 1995, diventando un pioniere nel mercato delle obbligazioni societarie argentine. Durante questo periodo la sua attività si è concentrata sugli investimenti sul mercato monetario, sulla negoziazione di obbligazioni statali e societarie e sui servizi finanziari per aziende di medie e grandi dimensioni.